# Kazimierz Kozłowski
Kazimierz Kozłowski (ur. 13 października 1942 w Podlipkach) – polski historyk, archiwista, politolog, pracownik naukowy Uniwersytetu Szczecińskiego, profesor zwyczajny specjalizujący się w historii współczesnej i historii Pomorza Zachodniego.

## Życiorys
Do szkoły podstawowej uczęszczał w Chrustowie i Ujściu, następnie ukończył Liceum Ogólnokształcące w Chodzieży. Edukację kontynuował w poznańskim Studium Nauczycielskim. Pracował jako nauczyciel historii w szkole podstawowe oraz liceum w Gryficach. W 1968 roku przeprowadził się do Świnoujścia, gdzie kierował Wydziałem Kultury przy Prezydium Powiatowej Rady Narodowej. Równolegle podjął studia w Wyższej Szkole Pedagogicznej w Gdańsku na kierunku historia, które ukończył w 1971 roku z tytułem magistra. 
Od 1975 roku związany jest z Szczecinem, gdzie przez 32 lata pełnił funkcję dyrektora Archiwum Państwowego. W 1980 roku obronił pracę doktorską w Instytucie Historii UAM, a w 1995 roku rozprawę habilitacyjną na tej samej uczelni. Poza pracą w archiwum profesor K. Kozłowski prowadził zajęcia w Instytucie Historii oraz wykładał w Instytucie Politologii i Europeistyki Uniwersytetu Szczecińskiego, gdzie pełnił funkcji kierownika Zakładu Historii Społecznej i Badań Regionalnych. Poza tym jest członkiem Szczecińskiego Towarzystwa Naukowego, Polskiego Towarzystwa Historycznego Oddział w Szczecinie oraz przewodniczy Radzie Naukowej Książnicy Pomorskiej. Wypromował pięciu doktorów i około 300 magistrów oraz napisał kilkanaście recenzji rozpraw habilitacyjnych i doktorskich. Jest autorem ponad 300 artykułów naukowych i kilkunastu publikacji książkowych.

## Publikacje
- Arcybiskup prof. dr. hab. Kazimierz Majdański. Grzegorz Wejman (współautor). Wydawn. Naukowe Uniwersytetu Szczecińskiego, 2011. ISBN 83-7241-819-5. (pol.). Brak numerów stron w książce
- Między racją stanu a stalinizmem. Naczelna Dyrekcja Archiwów Państwowych, 2000. ISBN 83-86643-77-3. (pol.). Brak numerów stron w książce
- Materiały archiwalne do „wydarzeń gryfickich” z 1951 r. Archiwum Panstwowe w Szczecinie, 1992. (pol.). Brak numerów stron w książce
- Historyczna droga do polskiego Szczecina. Krajowa Agencja Wydawnicza, 1988. ISBN 83-03-02496-5. (pol.). Brak numerów stron w książce
- Archiwa polskie i ich zbiory. Naczelna Dyrekcja Archiwow Panstwowych, 2000. (ang.). Brak numerów stron w książce
- Pomorze Zachodnie w dokumentach 1945. Krajowa Agencja Wydawnicza, 1986. ISBN 83-03-00893-5. (pol.). Brak numerów stron w książce

## Wyróżnienia
- Honorowy obywatel Świnoujścia (2015)[5]